# Glen Rose, Texas
Glen Rose là một thành phố thuộc quận Somervell, tiểu bang Texas, Hoa Kỳ. Năm 2010, dân số của xã này là 2444 người.

## Dân số
- Dân số năm 2000: 2122 người.
- Dân số năm 2010: 2444 người.